# Phaonia kamchatkensis
Phaonia kamchatkensis este o specie de muște din genul Phaonia, familia Muscidae, descrisă de Shinonaga și Zhang în anul 2000. Conform Catalogue of Life specia Phaonia kamchatkensis nu are subspecii cunoscute.